# Maganja da Costa
Maganja da Costa és un municipi de Moçambic, situat a la província de Zambézia. En 2007 comptava amb una població de 15.410 habitants.